# Micomitra vlasovi
Micomitra vlasovi är en tvåvingeart som först beskrevs av Paramonov 1928.  Micomitra vlasovi ingår i släktet Micomitra och familjen svävflugor. Inga underarter finns listade i Catalogue of Life.